# Потьомкіна Тетяна Борисівна
Тетя́на Бори́сівна Потьо́мкіна (уроджена княжна Голіцина) (30 січня 1797 — 1 липня 1869, Берлін) — дружина дійсного таємного радника  Потьомкіна Олександра Михайловича, статс-дама, відома своєю благодійністю.

## Життєпис
У віці 18 років Тетяна Борисівна вийшла заміж. Через рік, у зв'язку зі станом здоров'я, вирушила за кордон і там знаходилася сім років, побувавши в  Італії,  Швейцарії та  Франції. Повернувшись до  Росії, вона присвятила себе благодійної діяльності. У 1827 році взяла на себе обов'язки голови Санкт-Петербурзького Дамського піклувальної комітету про в'язниці і виконувала ці обов'язки протягом 42-х років, намагаючись всіма засобами поліпшити становище ув'язнених, пропонуючи їм і духовні розради, і матеріальну допомогу. Для дітей ув'язнених, за її пропозицією, був заснований притулок, якому вона дуже багато допомагала матеріально. Крім цього притулку, Потьомкіна заснувала й інший притулок для бідних дітей, який повністю утримувала за свій рахунок. Нею були засновані також богадільні та притулки для немічних і хворих, для приготування іновірних до таїнства хрещення. У багатьох навчальних закладах вона відкрила кілька вакансій для бідних сиріт, а в  Гостіліцах (своєму маєтку поблизу Петербурга) влаштувала  ланкастерських школу, лікарню і богодільню для селян.
Потьомкіна також багато піклувалася про підтримку храмів, про влаштування нових церков і про поширення православ'я. Більше тисячі людей  євреїв та інших іновірців були звернені нею у православ'я і хрещені в її домашній церкві. Піклуючись про поширення  християнства в далеких межах  Росії, Тетяна Борисівна збирала для нарад в своєму будинку ревнителів духовних місій і самих місіонерів. Вона робила щедрі пожертвування на церкви і  монастирі і на свої кошти відновила в 1844 році  Святогірську обитель в  Харківській губернії, яка була закрита в 1787 році. У 1841 році чоловік Тетяни Борисівни Потьомкін Олександр Михайлович успадкував  Святогірський маєток і бажаючи допомогти дружині скоріше відкрити  Святогірський монастир виділив 10000 рублів і 300  десятин землі для відновлення стародавнього монастиря. У Святогірського маєтку при церкві преподобних Антонія і Феодосія Святогірського монастиря була влаштована родова усипальня Потьомкіних, де були поховані рідні брати Тетяни Борисівни: князі Голіцин Микола Борисович і Голіцин Андрій Борисович, тому усипальницю називають усипальницею князів Голіциних.
Померла Тетяна Борисівна Потьомкіна в 1869 році в Берліні. Похована в  Сергієвській пустині поблизу Петербурга.
При дворі імператорів  Миколи I та  Олександра II Потьомкіна користувалася великою повагою.